# Bjeliševac
Bjeliševac (česky Běliševec) je vesnice v Chorvatsku v Požežsko-slavonské župě, spadající pod opčinu města Kutjevo. Nachází se asi 5 km jihozápadně od Kutjeva a asi 15 km severovýchodně od Požegy. V roce 2011 zde žilo 112 obyvatel. V roce 1991 bylo 63,41 % obyvatel (78 z tehdejších 123 obyvatel) české národnosti.

## Sousední sídla
| Růžice kompasu |           | Mitrovac   | Kutjevo | Růžice kompasu |
| Růžice kompasu | Tominovac | Sever      | Ferovac | Růžice kompasu |
| Růžice kompasu | Tominovac | Bjeliševac | Ferovac | Růžice kompasu |
| Růžice kompasu | Tominovac | Jih        | Ferovac | Růžice kompasu |
| Růžice kompasu | Šumanovci | Grabarje   |         | Růžice kompasu |